# カルステン・ナイチェル
カルステン・ナイチェル（Karsten NEITZEL, 1967年12月17日 - ）は、ドイツ・ドレスデン出身の元サッカー選手、サッカー指導者である。現役時代のポジションはディフェンダーまたはミッドフィールダー。

## 経歴
1994年、ブンデスリーガ昇格2年目のSCフライブルクに移籍し、初めてでプレーする事になった。1994-95シーズンはリーグ3位となり、1995-96シーズンはUEFAカップに出場した。1996-97シーズンまでの3シーズンで26試合に出場し、シーズン終了後に現役引退した。
1997年にSCフライブルクのアシスタントコーチに就任し、2002年からはSCフライブルクⅡ監督を務めた。2009年、長年SCフライブルクのトップチーム監督を務めていたフォルカー・フィンケの浦和監督就任とともに、Jリーグの浦和レッドダイヤモンズコーチに就任した。
2010年、フィンケとともにコーチを退任した。
2012年、ブンデスリーガ2部VfLボーフムの監督に就任した。就任に際しては、リーグ下位に沈んでいるチームを立て直すことが望まれていたが、順位は一向に上向かず、半年を待たずして2013年4月に解任された。

## 所属クラブ
選手
- -1980  ロボトロン・ラーデベルグ
- 1980-1989  ディナモ・ドレスデン
- 1989-1991  ハレシャーFC
- 1991-1994  シュトゥットガルト・キッカーズ
- 1994-1997  SCフライブルク

指導者
- 1997-2006  SCフライブルク アシスタントコーチ
- 2002-2008  SCフライブルクⅡ 監督
- 2009.1-2010.12  浦和レッドダイヤモンズ コーチ
- 2011-2013  VfLボーフム
  - 2011-2012 アシスタントコーチ
  - 2012-2013 監督
- 2013-2016  ホルシュタイン・キール 監督
- 2017-2018  SVエルフェアスベルク 監督
- 2018-2019  ロートヴァイス・エッセン 監督
- 2020  Schwarz-Weiß Essen タレントコーチ
- 2020-  セランゴールFA
  - 2020-2021 監督
  - 2022- アシスタントコーチ